# Harry Ward Leonard
Harry Ward Leonard (ur. 8 lutego 1861, zm. 18 lutego 1915) – inżynier elektryk i wynalazca. Jest najlepiej znany z wynalazku układu sterowania, nazywanego od jego nazwiska – układem Ward Leonarda. Urządzenia oparte na tym układzie sterowania wciąż są użytkowane.
Harry urodził się 8 lutego 1861 w Cincinnati, Ohio jako syn Ezra George’a Leonarda i Henrietty Dany Ward. Był czwartym dzieckiem z sześciorga rodzeństwa. Był praprawnukiem Generała Artemasa Warda z czasów Wojny o Niepodległość Ameryki. Używał nazwiska Harry Ward Leonard, mimo że oficjalne nosił na nazwisko Harry Leonard. W 1895 r. w Genewie poślubił Carolyn Good.
Jako student Massachusetts Institute of Technology (MIT) Harry odegrał znaczącą rolę jako założyciel i główny redaktor magazynu The Tech. Ukończył MIT w 1883 r.
Po ukończeniu MIT Leonard został zatrudniony przez Thomasa Edisona przy uruchomieniu elektrowni Edison Central-Station. W ciągu czterech lat awansował na stanowisko generalnego zarządcy Western Electric Light Company w Chicago, Illinois. Rok później zakłada firmę „Leonard and Izard”, która buduje trakcję kolei elektrycznej i podstacje zasilania. W 1889 firma zostaje przejęta przez Edisona a Leonard zostaje naczelnym menedżerem ds. działań Edisona na terenie Stanów Zjednoczonych i Kanady. W 1896 w Hoboken, New Jersey Leonard zakłada i zostaje prezydentem Ward Leonard Electric – firmy zależnej od Edisona. W 1898 Leonard opuszcza firmę Edisona i zakłada 19 lutego 1898 w Bronxville, w hrabstwie Westchester, Nowy Jork niezależną firmę Ward Leonard Electric Company.
Współpracując z Edisonem Leonard dokonał wielu wynalazków. Jest autorem ponad 100 patentów z dziedziny przesyłu energii i układów sterowania.

## Układ Ward Leonarda sterowania silnika
Układ Ward Leonarda sterowania silnika jest jednym z najbardziej znanych jego wynalazków. Został wprowadzony w 1891 i wkrótce stał się najpowszechniej stosowaną metodą regulacji prędkości obrotowej silnika elektrycznego.
W układzie Ward Leonarda silnik, najczęściej prądu zmiennego (choć może to być dowolny rodzaj silnika) napędza prądnice prądu stałego ze stałą prędkością obrotową. Wyjście prądnicy jest podłączone bezpośrednio do zasilania silnika prądu stałego. Silnik prądu stałego jest napędem z regulowaną prędkością obrotową. Prędkość obrotowa silnika zależy od napięcia na wyjściu prądnicy, które jest regulowane potencjometrem, co ma wpływ na prąd wzbudzenia w uzwojeniach silnika. Do zasilania obwodu wzbudzenia wykorzystywany jest generator prądu stałego (wzbudnica) sprzęgnięty mechanicznie z prądnicą zasilającą silnik.
Układy Ward Leonarda były najpowszechniej wykorzystywane w napędach wind. Stosowano je do lat 80 XX w., choć wiele takich urządzeń jest wciąż w eksploatacji. Układy Ward Leonarda również znalazły zastosowanie przy napędach dużych dźwignic montażowych pływających czy chwytakowych, napędach śluz, napędach górniczych maszyn wyciągowych
Obecnie układy Ward Leonarda zostały całkowicie wyparte przez sterowania tyrystorowe, falownikowe oraz przekształtnikowe.
H. Ward Leonard był aktywnym członkiem American Institute of Electrical Engineers, wydając publikacje, uczestnicząc w spotkaniach i prezentacjach. Zmarł nagle 18 lutego 1915 w Nowym Jorku podczas spotkania na dorocznej kolacji American Institute of Electrical Engineers.